# Caricelea wayrapata
Caricelea wayrapata là một loài nhện trong họ Trechaleidae.
Loài này thuộc chi Caricelea. Caricelea wayrapata được E. L. C. Silva & A. A. Lise miêu tả năm 2007.